# 배리 고든

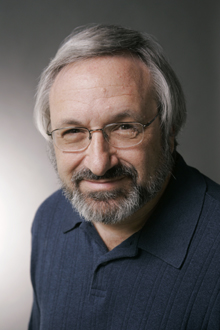

배리 고든(Barry Gordon, 1948년 12월 21일 ~ )은 미국의 가수, 정치인, 연극 배우, 영화배우, 텔레비전 배우, 노동운동가, 성우, 라디오 DJ이다.
브루클라인에서 태어났다.

## 영화
- 루징 컨트롤 (2011년)
- 고양이 특공대 (1993년)
- 내전 (1991년)
- 오브젝 오브 뷰티 (1991년)
- 더 어드벤쳐 오브 더 아메리칸 래빗 (1986년)
- 사각의 링 (1986년)
- 형사 스타크 (1986년)
- 개구쟁이 스머프 (1981년)
- 드라큐라 도시로 가다 (1979년)
- 아웃 오브 잇 (1969년) - 폴 역
- 천 명의 어릿광대 (1965년)
- 신더펠라 (1960년)
- 더 걸 캔트 헬프 잇 (1956년)